# Mai Murakami
Pour les articles homonymes, voir Murakami.
Mai Murakami (村上 茉愛, Murakami Mai) est une gymnaste japonaise, née le 5 août 1996 à Sagamihara.
Après avoir cumulé les places d'honneur depuis le début de sa carrière, elle est sacrée championne du monde au sol en 2017 et en 2021.

## Biographie
Enfant, Mai Murakami a joué dans des publicités pour la télévision japonaise.
Elle devient membre de l'équipe nationale junior du Japon en 2010, puis senior en 2012.
Lors des championnats du monde à Anvers en 2013, elle échoue au pied du podium au sol.
Sélectionnée dans l'équipe japonaise pour les Jeux olympiques de Rio en 2016, elle atteint trois finales, terminant notamment à la 4e place par équipes.
En 2017, aux mondiaux de Montréal, elle termine première des qualifications au concours général mais elle termine à nouveau à la 4e place en finale, à un dixième de point d'Elena Eremina. Également qualifiée pour la finale en sol, elle y remporte le titre de championne du monde, devançant Jade Carey et Claudia Fragapane.
Elle est médaillée d'argent au concours général individuel aux Championnats du monde 2018 à Doha.
Aux Jeux olympiques de 2020 à Tokyo, elle remporte la médaille de bronze au sol et termine cinquième du concours général individuel ainsi que du concours général par équipes.
Aux Championnats du monde 2021 à Kitakyūshū, elle est médaillée d'or au sol et médaillée de bronze à la poutre ; elle annonce sa retraite sportive à l'issue de ces Mondiaux.

## Palmarès

### Jeux olympiques
- Rio 2016
  - 4e au concours général par équipes
  - 7e au sol
  - 14e au concours général individuel (9e des qualifications)
- Tokyo 2020
  -  médaille de bronze au sol
  - 5e au concours général individuel
  - 5e au concours général par équipes

### Championnats du monde
- Anvers 2013
  - 4e au sol

- Nanning 2014
  - 8e au concours général par équipes

- Glasgow 2015
  - 5e au concours général par équipes
  - 6e au concours général individuel

- Montréal 2017
  -  médaille d'or au sol
  - 4e au concours général individuel (1re des qualifications)

- Doha 2018
  -  médaille d'argent au concours général individuel

- Kitakyushu 2021
  -  médaille d'or au sol
  -  médaille de bronze à la poutre

### Autres compétitions internationales
- Coupe du monde à Glasgow 2014
  - 5e au concours général individuel

- American Cup 2016
  - 6e au concours général individuel

- Internationaux de Toyota 2017 :
  -  médaille d'or au sol
  -  médaille de bronze au saut